# جورج ويليام هيل
جورج ويليام هيل هو نحات كندي، ولد في 1862 في دانفيل في كندا، وتوفي في 1934.